# Kurt Roberts
Kurt Roberts (né le 20 février 1988 à Lancaster dans l'Ohio) est un athlète américain, spécialiste du lancer du poids. 

## Biographie
Il remporte le titre des Championnats NACAC espoirs 2010, à Miramar, avec un lancer à 18,60 m. 
En 2014, il porte ses records personnel à 21,47 m à Sacramento, et à 21,50 m en salle, à Albuquerque. Il se classe troisième du Meeting Areva 2014.
En février 2016, il atteint la marque de 21,57 m à Boston. Le 19 mars 2016, Roberts termine 19e des championnats du monde en salle de Portland avec une marque de 17,94 m.

### Palmarès
| Date | Compétition                    | Lieu             | Résultat | Marque  |
| ---- | ------------------------------ | ---------------- | -------- | ------- |
| 2016 | Championnats du monde en salle | Portland         | 19e      | 17,94 m |
| 2016 | Ligue de diamant               | Ligue de diamant | 3e       | détails |

### Records
| Épreuve         | Épreuve   | Performance | Lieu       | Date            |
| --------------- | --------- | ----------- | ---------- | --------------- |
| Lancer du poids | Plein air | 21,47 m     | Sacramento | 25 juin 2014    |
| Lancer du poids | Salle     | 21,57 m     | Boston     | 14 février 2016 |